# Otto I van Karinthië
Otto van Worms (ca. 948 - 4 november 1004) was een zoon van hertog Koenraad de Rode en van Liutgard van Saksen (dochter van keizer Otto I de Grote en Editha van Wessex). Otto werd hertog van Karinthië en markgraaf van Verona.
Otto erfde de graafschappen van zijn vader en voegde daar nog een aantal ambten aan toe: hij was graaf van de Speyergau, Wormsgau, Elsenzgau, Kraichgau, Enzgau, Pfinzgau, Ufgau en de Nahegau. Otto was een trouwe vazal van keizer Otto II en keizer Otto III. In 978 kwam de positie van 
hertog van Karinthië en markgraaf van Verona beschikbaar omdat Hendrik III van Beieren deze ambten had verspeeld door deel te nemen aan een opstand tegen Otto II. Otto van Worms werd toen door Otto II tot hertog van Karinthië en markgraaf van Verona benoemd. In ruil daarvoor moest hij echter de meeste van zijn andere ambten, en een aantal persoonlijke bezittingen opgeven. Otto stichtte in deze periode een klooster in Pörtschach am Wörthersee, gewijd aan Sint-Lambertus. In 983 volgde echter een verzoening met Hendrik (mogelijk in verband met de koningskeuze van Otto III), en moest Otto van Worms zijn functies weer afstaan ten gunste van Hendrik. Otto werd ruimhartig gecompenseerd met bezittingen en functies in de omgeving van Worms, en mocht zich "hertog van Worms" noemen. 
In 987 stichtte Otto nog een klooster dat aan Sint-Lambertus was gewijd. Ook was hij voogd van de abdij van Hornbach (stad) en van de proosdij Wissembourg. Hij maakte misbruik van zijn macht als voogd, en de minderjarigheid van Otto III, door zich grote bezittingen van deze kloosters toe te eigenen. In 993 (een jaar voordat Otto III meerderjarig zou worden) liet hij de bezittingen die hij zo had verworven nog expliciet bevestigen door de regentes Adelheid. Otto vergrootte zijn bezit ook door ontginningen te bevorderen.
In 995 werd Otto wederom tot hertog van Karinthië en markgraaf van Verona benoemd, als opvolger van de overleden Hendrik II van Beieren. Otto's zoon Bruno werd benoemd tot paus Gregorius V, kroonde Otto III als keizer en overleed binnen drie jaar na zijn benoeming - nog geen 30 jaar oud. Otto werd de belangrijkste adviseur en bestuurder van het rijk in Italië en trad regelmatig op als gevolmachtigde van de koning. Op 14 oktober 1001 was hij voorzitter van een keizerlijke hoorzitting in Pavia (stad).
In 1002 werd Otto als kandidaat-koning voorgedragen door Hendrik IV van Beieren. Dit lijkt een politieke zet van Hendrik te zijn die zo eerst de tegenkandidaat Liudolf van Brauweiler de wind uit de zeilen kon nemen: Liudolf en Otto behoorden allebei tot de naaste verwanten van het keizerlijk huis (Hendrik stond een graad verder in de verwantschap) maar terwijl Otto een gerespecteerd en ervaren bestuurder en veldheer was, was Liudolf nog een kleuter. Aan de andere kant hadden Liudolf en zijn familie beduidend meer bezittingen dan Otto dus het was maar de vraag of hij een uitverkiezing had kunnen doorzetten. Toen Otto wezenlijke steun had verworven voor zijn kandidatuur, trad hij terug en droeg zijn kandidatuur over op Hendrik. In ruil daarvoor kreeg Otto het hertogdom Karinthië maar moest daarvoor wel zijn bezittingen in Worms ruilen tegen Bruchsal. 
In 1003 leidde Otto een veldtocht tegen markgraaf Arduin van Ivrea, maar moest zich zonder succes terugtrekken omdat Arduin de Alpenpassen tegen hem kon behouden. In 1004 nam hij deel aan de Italiaanse veldtocht van koning Hendrik en versloeg hij de Italiaanse troepen bij Primolano.
Otto is begraven in Bruchsal.
Otto was gehuwd met Judith (ca. 955 - 991), mogelijk dochter van Hendrik van Beieren en daardoor kleindochter van Arnulf I van Beieren. Zij kregen de volgende kinderen:
- Hendrik van Speyer, de vader van keizer Koenraad II
- Bruno (-999)
- Koenraad I (-1011)
- Willem (-7 november 1047), kapelaan van keizerin Gisela van Zwaben, in 1029 bisschop van Straatsburg. Mogelijk een buitenechtelijk kind van Otto.

Judith is begraven in de dom van Worms.

## Voorouders
| Voorouders van Otto I van Karinthië (948-1004) | Voorouders van Otto I van Karinthië (948-1004)                 | Voorouders van Otto I van Karinthië (948-1004)                 | Voorouders van Otto I van Karinthië (948-1004)                 | Voorouders van Otto I van Karinthië (948-1004)                 | Voorouders van Otto I van Karinthië (948-1004)                    | Voorouders van Otto I van Karinthië (948-1004)                    | Voorouders van Otto I van Karinthië (948-1004)                 | Voorouders van Otto I van Karinthië (948-1004)                 |
| ---------------------------------------------- | -------------------------------------------------------------- | -------------------------------------------------------------- | -------------------------------------------------------------- | -------------------------------------------------------------- | ----------------------------------------------------------------- | ----------------------------------------------------------------- | -------------------------------------------------------------- | -------------------------------------------------------------- |
| Overgrootouders                                | ? (-) ∞ ? (-)                                                  | ? (-) ∞ ? (-)                                                  | Koenraad de Oudere (855-905) ∞ Glismod (~865-924)              | Koenraad de Oudere (855-905) ∞ Glismod (~865-924)              | Hendrik de Vogelaar (876-936) ∞ Mathilde van Ringelheim (895-968) | Hendrik de Vogelaar (876-936) ∞ Mathilde van Ringelheim (895-968) | Eduard de Oudere (874-924) ∞ Ælfflæd (878-920)                 | Eduard de Oudere (874-924) ∞ Ælfflæd (878-920)                 |
| Grootouders                                    | Werner V van Worms- en Speyergouw (-) ∞ ? (-)                  | Werner V van Worms- en Speyergouw (-) ∞ ? (-)                  | Werner V van Worms- en Speyergouw (-) ∞ ? (-)                  | Werner V van Worms- en Speyergouw (-) ∞ ? (-)                  | Keizer Otto I de Grote (912-973) ∞ Editha van Wessex (910-946)    | Keizer Otto I de Grote (912-973) ∞ Editha van Wessex (910-946)    | Keizer Otto I de Grote (912-973) ∞ Editha van Wessex (910-946) | Keizer Otto I de Grote (912-973) ∞ Editha van Wessex (910-946) |
| Ouders                                         | Koenraad de Rode (922-955) ∞ 909 Liutgard van Saksen (931-953) | Koenraad de Rode (922-955) ∞ 909 Liutgard van Saksen (931-953) | Koenraad de Rode (922-955) ∞ 909 Liutgard van Saksen (931-953) | Koenraad de Rode (922-955) ∞ 909 Liutgard van Saksen (931-953) | Koenraad de Rode (922-955) ∞ 909 Liutgard van Saksen (931-953)    | Koenraad de Rode (922-955) ∞ 909 Liutgard van Saksen (931-953)    | Koenraad de Rode (922-955) ∞ 909 Liutgard van Saksen (931-953) | Koenraad de Rode (922-955) ∞ 909 Liutgard van Saksen (931-953) |